# Manel Benkaci
Manel Benkaci (* 8. Februar 1997) ist eine algerische Leichtathletin, die sich auf den Sprint spezialisiert hat.

## Sportliche Laufbahn
Erste internationale Erfahrungen sammelte Manel Benkaci im Jahr 2016, als sie bei den Arabischen Juniorenmeisterschaften in Tlemcen in 15,08 s den vierten Platz im 100-Meter-Hürdenlauf belegte. 2023 belegte sie bei den Panarabischen Spielen in Algier in 11,95 s und 14,28 s jeweils den sechsten Platz über 100 Meter und über 100 m Hürden und gewann mit der algerischen 4-mal-100-Meter-Staffel in 46,86 s die Bronzemedaille hinter den Teams aus Bahrain und Marokko. 2025 gewann sie bei den Arabischen Meisterschaften in Oran in 24,38 s die Bronzemedaille im 200-Meter-Lauf hinter den Ägypterinnen Bassant Hemida und Maram Mahmoud Ahmed und gewann über 100 m Hürden in 14,25 s die Silbermedaille hinter ihrer Landsfrau Rahil Hamel. Zudem gewann sie im Staffelbewerb in 47,18 s die Goldmedaille.
2024 wurde Bankaci algerische Meisterin im 100-Meter-Lauf sowie 2023 und 2024 über 200 Meter.

## Persönliche Bestleistungen
- 100 Meter: 11,95 s (+0,9 m/s), 5. Juli 2023 in Algier
- 200 Meter: 24,08 s (+1,5 m/s), 26. Juli 2023 in Algier
- 100 m Hürden: 14,04 s (+1,8 m/s), 24. Juli 2023 in Algier